# オドアルド1世・ファルネーゼ
オドアルド1世・ファルネーゼ（Odoardo I Farnese, 1612年4月28日 - 1646年9月11日）は、パルマおよびピアチェンツァ公。

## 生涯
ラヌッチョ1世と妃マルゲリータ・アルドブランディーニの一人息子として生まれた。ラヌッチョの庶子で潜在的な競争相手オッターヴィオが幽閉に追い込まれると、オドアルドは叔父オドアルド枢機卿と母マルゲリータ2人の摂政の元で治世を開始した。
1628年に成人を迎え、同年マルゲリータ・デ・メディチ（コジモ2世・デ・メディチの娘）と結婚した。オドアルドの公爵として最初の行動は、1633年にフランスと同盟したことだった。北イタリアにおけるスペインの優越を転覆させたいフランスと、領土拡大を企むオドアルド支援の思惑が合致してのものだった。オドアルドは借款としてパルマ軍を改善したが、最初の軍事作戦はまるで効果がなかった。ピアチェンツァはスペイン軍に占領され、パルマ軍はフランチェスコ1世・デステに打ち負かされた。オドアルドはローマ教皇ウルバヌス8世に説得されて、1637年にスペインと和平を結んだ（実際は、スペイン軍は公国を通り抜け田園地帯を荒廃させたが、彼らは都市を包囲しなかった。フランスの援助がない中、教皇に説得されてオドアルドは和平に調印したのである）。
オドアルドはカストロ（ボルセーナ湖の西にあった都市）獲得に野心的だった。教皇領の北部からローマにかけてファルネーゼ家の領土を、バルベリーニ家（ウルバヌス8世の一族）が獲得に動いていた。1641年、バルベリーニ家はオドアルドの破門を求めた。オドアルドは、ヴェネツィア、フィレンツェ、モデナとの同盟を検討すると返答した。彼は7000人の騎兵隊を投じてラツィオ北部を占領したが、カストロを包囲して陥落させることはできなかった。ファルネーゼ艦隊が破壊し、オドアルドがしばしば弱気をさらけ出したとはいえ、1644年に和平が結ばれ、オドアルドはカストロを手にし、破門を解かれた。
1646年、オドアルドは、好んで住んだピアチェンツァで急逝した。

## 子女
- ラヌッチョ2世（1630年 - 1679年）
- アレッサンドロ（1635年 - 1689年）　スペイン領ネーデルラント総督（在任：1678年 - 1682年）
- オラツィオ（1636年 - 1656年）
- ピエトロ（1639年 - 1677年）